# Temnopis nigripes
Temnopis nigripes là một loài bọ cánh cứng trong họ Cerambycidae.